# Trupanea limpidapex
Trupanea limpidapex
 es una especie de insecto díptero que Grimshaw describió científicamente por primera vez en el año 1901.
Esta especie pertenece al género Trupanea de la familia Tephritidae.